# Acusana meditabunda
Acusana meditabunda är en insektsart som beskrevs av Spångberg 1878. Acusana meditabunda ingår i släktet Acusana och familjen dvärgstritar. Inga underarter finns listade i Catalogue of Life.